# Bengalia bezzii
Bengalia bezzii este o specie de muște din genul Bengalia, familia Calliphoridae, descrisă de Senior-white în anul 1923. Conform Catalogue of Life specia Bengalia bezzii nu are subspecii cunoscute.